# Il mio nome è Nessuno - Il ritorno
Il mio nome è Nessuno - Il ritorno è il secondo libro della serie di Valerio Massimo Manfredi sulla vita di Ulisse. Questo libro parla del ritorno da Troia e la continuazione della vita dopo la guerra.

## Trama
Conclusa la Guerra di Troia, le sette navi rimaste di Odisseo si separano dalla flotta, a seguito di un litigio tra i comandanti. Odisseo e gli altri itacesi attraccano a Ismara, alleata di Troia, che saccheggiano e distruggono senza pietà; l'unico dei ciconi a venire risparmiato è un sacerdote che dona ad Odisseo del vino da diluire con molta acqua, prima di berlo. Ubriachi dopo la loro vittoria, gli itacesi si risvegliano mentre i ciconi partono al contrattacco, uccidendo 72 dei loro uomini. Scappando con le navi, gli itacesi vengono colti di sorpresa da una tempesta che gli fa superare un muro di nebbia, separandoli. Le sette navi hanno la fortuna di rincontrarsi sulla costa africana, ma molti dei compagni sono scomparsi. Andando a cercarli, Odisseo li ritrova drogati presso un villaggio di autoctoni che si cibano del nettare dei fiori di loto: i Lotofagi. Recuperati i compagni con la forza e legati alle proprie navi, la flotta riprende assieme il viaggio.
La flotta giunge presso una isoletta piena di capre. Su un'isola accanto, Odisseo nota del fumo e, curioso di fare conoscenza con gli autoctoni dell'arcipelago e volendo chiedere a loro informazioni, parte il giorno dopo con dodici uomini sull'altra isola, portandosi dietro il vino del cicone come dono ospitale. Seguendo delle enormi tracce, gli itacesi giungono in una enorme caverna adibita ad abitazione. Proprio allora, il padrone della caverna, un enorme quanto peloso pastore, entra e blocca l'uscita della caverna con un macigno. Odisseo si fa avanti e chiede ospitalità in nome di Zeus, ma scopre con orrore che è un ciclope che se ne infischia delle leggi di Zeus e divora due degli itacesi, per poi andare a dormire. Notando che ucciderlo non è la soluzione migliore, in quanto saranno bloccati per sempre nella grotta, Odisseo inizia a pensare ad un piano. Il giorno dopo, il ciclope mangia altri due uomini, fa uscire il gregge e poi chiude la caverna da fuori. Notando un bastone ricavato da un ramo di olivo (capendo che la sua dea Atena non lo sta abbandonando), Odisseo chiede che venga appuntito dai compagni poi tira fuori il vino del sacerdote cicone. Dopo che il ciclope ritorna e divora altri due uomini, Odisseo gli offre il vino. Deliziato, il ciclope chiede di sapere il suo nome, cosicché possa premiarlo. Odisseo, gli dice di chiamarsi "Nessuno", e il ciclope, che risponde a nome di Polifemo, figlio di Poseidone, gli promette che lo mangerà per ultimo. Dopo altre due conche di vino, Polifemo cade nel sonno ubriaco. Preso il ramo appuntito, e messolo a scaldare nel fuoco, Odisseo e gli altri sei itacesi lo conficcano nell'occhio di Polifemo. Ferito e cieco, Polifemo chiama i suoi due fratelli, che vanno via appena scoprono che "Nessuno lo ha attaccato". Il giorno dopo, gli itacesi, nascosti sotto il ventre del bestiame di Polifemo, escono dalla caverna, mentre questi continua a controllare la schiena delle pecore. Odisseo scappa per ultimo sul montone capogruppo e torna con i superstiti alla nave, poi, in preda all'hubris, grida a Polifemo il suo vero nome e continua a insultarlo per la sua stupidità. Furioso, Polifemo cerca di colpire la nave con un masso, poi implora al padre vedetta.
Riuniti con il resto della flotta, e fatti i funerali per i sei compagni morti (più uno abbandonato sulla spiaggia), gli itacesi riprendono il viaggio e arrivano a delle isole galleggianti, le Isole Eolie. Il re dei venti, Eolo, ospita i naufraghi per un mese, facendosi raccontare da loro le storie della Guerra di Troia. Prima che ripartano, Eolo dona a Odisseo una sacca contenente tutti i venti contrari al suo ritorno in patria, come ringraziamento della loro compagnia. Odisseo si mette al timone della nave madre e guida la flotta verso casa, senza mai fermarsi né a dormire né a mangiare. Tuttavia, una volta superato il muro di nebbia e avvistata Itaca, Odisseo crolla dal sonno, ma si risveglia subito dopo vedendo un tornado sopra di loro e la sacca dei venti aperta. La tempesta li rifà entrare nel muro di nebbia e li riportano alle Eolie, dove Eolo informa Odisseo che un dio è arrabbiato con lui e che per questo il suo dono divino non ha potuto funzionare e lo caccia via dalle sue isole.
La flotta arriva a Lestrigonia e si sistema nel golfo, Odisseo, quindi, manda tre uomini a cercare qualcuno e chiedere informazioni, seguendoli fino ad una roccia e vedendoli parlare con una ragazza enorme. Verso il tramonto, due dei tre uomini corrono verso la nave spaventati: sono arrivati nella terra dei Lestrigoni, i giganti cannibali. Mentre le navi iniziano a prendere il largo, dei massi iniziano a piovere dal cielo, affondando tutte le navi, tranne quella madre, e i pochi sopravvissuti vengono infilzati dagli spiedi dei giganti cannibali, che li divorano. Mentre Odisseo guarda disperato la scena, si accorge che questo era il destino a cui era sfuggito da Polifemo: affondato da un masso e divorato.
Distrutti e affamati, gli itacesi arrivano in Lazio, dove Odisseo divide ciò che rimane della flotta in due parti, una comandata da lui e una da suo cugino Euriloco. Il gruppo di Euricolo parte in esplorazione della zona. Il giorno dopo, Euriloco fa ritorno da solo e spaventato, farfugliando qualcosa riguardo a dei maiali e una strega. Odisseo parte da solo e incontra sulla via un ragazzetto biondo che gli chiede di strappare un fiore. Odisseo fatica nell'impresa, ma il ragazzo lo estrae con molta facilità e glielo porge, dicendo che è un antidoto alle magie di Circe, la strega di cui parlava Euriloco. Odisseo arriva al palazzo di Circe e, mangiato il fiore, entra. Circe tenta quindi di ipnotizzarlo con le vivande, ma si accorge che le sue malie non hanno effetto, capendo che Ermes si è messo di mezzo. Circe si arrende e de-ipnotizza il gruppo di Euriloco dal credere di essere maiali. Per farsi perdonare, Circe offre agli itacesi vitto e alloggio per il tempo che staranno. Passa un anno, senza che nessuno se ne accorga. Odisseo decide di ripartire, ma Circe gli dice che prima di riprendere il viaggio deve fare una cosa: dirigersi nell'Ade e interrogare Tiresia, l'indovino cieco, offrendogli del sangue di capra, grazie al quale potrà parlare; quando avrà finito, dovrà però tornare da lei. Odisseo e gli altri partono per l'Ade, ma si accorge all'ultimo che un suo compagno, Elpenore, è morto cadendo ubriaco dal tetto della casa Circe.
Arrivati nell'Ade, Odisseo compie il sacrificio e gli spettri iniziano a sopraggiungere: tra di essi, Odisseo vede i suoi compagni di guerra, Tiresia e sua madre Anticlea. Tiresia è il primo a parlare: egli spiega che Poseidone è adirato con lui per quello che ha fatto a Polifemo, ma che gli permetterà di rientrare in patria, ma senza compagni e su una nave straniera. Inoltre, sopraggiunge che il dio rimarrà in collera con lui finché non compirà un viaggio con un remo della sua nave per terre lontane, finché qualcuno non domanderà se quello che porta non è un ventilabro, un ventaglio usato dai contadini per dividere il grano dalla crusca, e a quel punto dovrà sacrificare al dio del mare un cinghiale, un toro e un ariete (Odisseo nota che sono gli stessi animali da lui considerati significativi dopo la battuta di caccia di Autolico). Poi è il turno dei compagni di guerra: Achille rimpiange di essere un divo tra i morti, piuttosto che essere un semplice vivo; Agamennone, che gli dice che dovrà fare attenzione una volta tornato a casa o qualcuno lo ucciderà, come Clitemnestra e il suo amante Egisto hanno fatto a lui; poi appare Aiace, ancora arrabbiato con Odisseo per la storia delle vestigia di Achille; infine, è il turno di Anticlea, morta di crepacuore per il suo non ritorno. Mentre Odisseo cerca inutilmente di abbracciarla, Anticlea lo avvisa che i timori di Agamennone sono fondati: a Itaca sono giunti dei pretendenti alla mano della presunta-vedova Penelope. Tornato al Circeo, Odisseo compie i funerali di Elpenore e parla con Circe che gli predice dei pericoli che supereranno: prima le sirene, che se ascolteranno il loro canto li porterà alla morte, poi si potrà scegliere tra due vie, lo Stretto di Messina o le rocce Simplegadi (via sconsigliata e da evitare per non provocare la morte di tutto l'equipaggio, mentre nello Stretto di Messina si perderanno solo sei compagni come minimo), e infine la Trinacria, dove Helio fa pascolare le sue vacche sacre che mai devono essere toccate o sarà la fine per tutti, mentre se rimarranno intoccate, tutti ritorneranno a casa. Prima di andare, però, Circe mostra a Odisseo una replica semovente della caduta di Troia, dove vede lui e Diomede depredare il tempio di Atena della sua statua, un evento che Odisseo non si ricordava per niente.
La nave riparte. Per superare le sirene, Odisseo tappa le orecchie ai suoi uomini e si fa legare stretto all'albero della nave, cosicché possa sentire il suo canto e non morire, affascinato dal fatto che ascolta le sirene diventa più saggio. Arriva il turno dello Stretto di Messina, dove Odisseo pare scorgere un'altra nave passagli accanto. Mentre attraversa lo stretto, evitando il gorgo dall'altra parte, sei uomini vengono ghermiti da qualcosa che la nebbia gli impedisce di farsi notare. La nave accosta in Trinacria, dove Odisseo è costretto ad attraccare per il vento contrario, ed obbliga i suoi uomini di non toccare le vacche che vedranno pascolare. Il tempo passa e il vento impedisce di procedere, mentre i viveri scarseggiano. Odisseo, pregando gli dei della riuscita della prova, crolla dal sonno e i suoi uomini se ne approfittano per mangiare due delle vacche. Il giorno dopo, il vento punta in una direzione più adatta e la nave riprende il viaggio, ma subito dopo scoppia una tempesta, che la fa affondare. Solo Odisseo si salva dalla furia di Helio, ma viene trascinato nel gorgo dello Stretto di Messina, riuscendo a malapena a salvarsi appendendosi alle radici di un albero sopra il gorgo. Quando questi cessa, Odisseo si aggrappa al relitto e finisce alla deriva per giorni e giorni, finché non giunge nell'isola deserta di Ogigia.
Dopo essersi rifocillato e preparato un'abitazione, Odisseo fa il giro dell'ambiente, scoprendo di essere in un'isola e che non è solo, visto che qualcuno abbatte quotidianamente il suo rifugio. Odisseo scopre poi chi è il responsabile: una ninfa segregata sull'isola, Calipso, esiliata sull'isola per aver appoggiato il padre Atlante durante la guerra contro gli Olimpi. Odisseo passa 7 anni con Calipso nella sua grotta magica, senza che se renda conto, finché un giorno Ermes giunge a Calipso nelle sembianze di un gabbiano e le ordina di lasciare andare Odisseo su volere di Zeus e Atena. Odisseo, costruitosi una zattera, parte per il mare verso Est e, superato il muro di nebbia, giunge in vista di Itaca, ma ora che è alla mercé di Poseidone, il dio gli abbatte la zattera, ma la semidea Ino salva Odisseo con una coperta magica, che lo fa naufragare quasi dolcemente a Scheria. Crollato dalla stanchezza tra i cespugli, Odisseo si risveglia il giorno dopo da una pallonata in faccia: la palla è della principessa Nausicaa e delle sue ancelle, che stavano facendo il bucato per il suo imminente matrimonio. Odisseo viene vestito, lavato e curato dalle ragazze e gli indicano la città più vicina. Arrivato in città seguendo una ragazza (Atena), Odisseo passa inosservato (per merito della dea) fino alla sala del trono di Arete e Alcinoo, che gli offrono ospitalità presso il loro popolo, i Feaci. Odisseo, mantenendo l'anonimato, scopre della cultura dei Feaci: sono una popolazione pacifica che abitavano con i ciclopi un tempo, in quanto entrambi figli dello stesso dio, ma non sopportando la loro rozzezza, se ne andarono in un'isola non lontano da Itaca, finché non apparve un enorme masso pericolosamente in bilico sulla cima del monte: una profezia disse che se i Feaci avrebbero aiutato un nemico di Poseidone, quel masso sarebbe caduto. Odisseo partecipa anche ai giochi dei Feaci, sfidato dal futuro marito di Nausicaa e vincendo contro il presuntuoso avversario. A cena, Odisseo ascolta i racconti del cieco adeo Demodoco, sulla caduta di Troia. Odisseo scoppia a piangere, pensando ai suoi compagni e alle vittime. Odisseo, quindi, rivela la sua identità al re e gli racconta la sua storia da quando lasciò Troia a quando Calipso lo lasciò andare. Sentendosi in pena per lui i Feaci corrono il rischio del masso pericolante e decidono di aiutare Odisseo, portandolo con tanti tesori a Itaca su una loro inaffondabile nave.
Dormendo durante il tragitto, Odisseo si risveglia a Itaca. Nascosti i tesori in una grotta, Odisseo fa per dirigersi a casa, ma un pastore, che si rivela essere Atena, lo ferma e gli ricorda dei pretendenti di Penelope, i Proci, e della fine che fece Agamennone appena tornato a casa. Odisseo, quindi, viene travestito da vecchio mendicante e Atena lo manda dal suo porcaro Eumeo, suo compagno di giochi quando era giovane, che lo ospita e gli racconta del suo gentile padrone, di come gli manca tanto e di come non ne può più dei Proci. Pochi giorni dopo, alla casa di Eumeo, giunge anche il ventenne Telemaco, appena ritornato a Itaca dopo essere andato a Pilo, da Nestore, e a Sparta, da Menelao ed Elena, per avere notizie del padre, e dopo essere scampato ad un agguato dei Proci grazie all'indovino Teoclimeno. Mentre Eumeo si assenta ad informare Penenlope che Telemaco è sano e salvo, Odisseo, su consenso di Atena, si rivela a Telemaco, e insieme organizzano un piano per fermare i Proci.
Il giorno dopo, Eumeo accompagna Odisseo a palazzo, sulla via incontrano il pecoraro Melanzio e la serva Melanto, due servitori che insultano il mendicante e favoriscono i Proci. Arrivato a palazzo, Odisseo vede Argo, il quale ha giusto il tempo di rivolgergli un cenno e morire felice di aver rivisto il suo amato padrone dopo venti lunghi anni. Arrivato alla corte, Odisseo finge di mendicare (lottando per il posto con il mendicante Arneo) per poter valutare chi merita di vivere, capendo che nessuno si salverà, meno di tutti il loro leader: Antinoo. Nella notte, dormendo nella sala principale del palazzo, Penelope chiede a lui e sa qualcosa di suo marito. Questi risponde di averlo visto una volta, mentre andava in guerra, con un particolare fermaglio che Penelope gli aveva fatto. Felice di sapere che almeno uno dei tanti "ciarlanti scrocconi" abbia visto per davvero Odisseo, Penelope concede al mendicante che Euriclea gli lavi i piedi. La nutrice, vedendo la cicatrice sul ginocchio, riconosce Odisseo, ma questi le chiede di non dire niente a nessuno per ora, poi suggerisce a Penelope di scegliere uno tra i pretendenti con una gara con l'arco di Odisseo che Autolico gli regalò, capendo finalmente le parole del nonno che gli aveva detto che l'arco non doveva lasciare l'isola. Più tardi, Telemaco e Odisseo portano via le armi dei Proci e le nascondono.
Il giorno dopo, mentre Teoclimeno tenta invano di avvertire i Proci della loro imminente fine, Odisseo rivede anche Filenzio, che all'epoca era un giovanissimo vaccaro che aveva subito legato con Odisseo, e anche lui si rivela essere fedele al padrone. I Proci giungono e Penelope mostra a loro la prova finale: tendere l'arco di Odisseo e far passare una freccia oltre gli anelli di dodici scuri. Mentre i Proci non riescono neanche a tendere l'arco, Odisseo si rivela a Filenzio e Eumeo e gli chiede di bloccare le uscite con Euriclea, armarsi e al segnale uccidere tutti i Proci. Quando infine nessuno dei Proci riesce nella prova, Antinoo chiede di riprovare domani (che è la festa del dio arciere Apollo), ma il mendicante chiede di provare, solo per provare se è ancora forte, mentre Penelope si ritira nelle sue stanze. Odisseo, quindi, tende l'arco, supera la prova e usa un'altra freccia con la quale centra la gola di Antinoo, poi si rivela a tutti e, raggiunto da Telemaco, Eumeo e Filenzio, uccidono tutti i Proci e Melanzio. Quando tutto è finito, l'adeo Femio e Teoclimeno, gli unici sopravvissuti nella stanza, chiedono di poter uscire e dire a tutti che il re è tornato, nel mentre che il procaro e il vaccaro obbligano Melanto e le sue complici a ripulire tutto. Penelope, sentendo Femio, scende giù a vedere, ma non fidandosi ancora, chiede che il letto di Odisseo venga portato nella sala centrale, ma Odisseo rivela che ciò è impossibile visto che è stato costruito dentro un albero. Felice di sapere che Odisseo è tornato, Penelope lo abbraccia.
Il giorno seguente, Odisseo va a fare visita a Laerte, dedito ormai alla coltura, felice di rivedere il figlio e pronto a fermare anche la furia dei parenti dei Proci. Difatti, nel giro di poco, i padri dei Proci fanno capolino al campo domandando vendetta. Laerte è l'unico a uccidere qualcuno, il padre di Antinoo, poi Atena, nelle vesti di Mentore, ordina che tutto finisca.
Alcuni anni dopo, il remo di Polite arena su Itaca. Per Odisseo è giunto il momento di viaggiare di nuovo e stavolta per sempre. Passano diversi anni, ma Odisseo non trova nessuno che confonda il suo remo per un ventilabro. Alcune volte, Atena lo richiama a sé, in quella che sembra la sua tomba, dove gli confessa che lei è sempre stata Mentore e anche Calcante durante la Guerra. Il viaggio di Odisseo lo porta fino ai Monti Balcani, dove Poseidone gli dice che mai troverà la persona che gli chiederà del "ventilabro" e mai compirà il sacrificio che lo placherà. Proprio allora, compaiono degli agenti di polizia balcani in motoslitta che chiamano Odisseo "capitano", che ha cambiato improvvisamente vestiario. Capendo di essere finito nel futuro, Odisseo inizia la sua ricerca di un uomo che scambi il suo remo per ventilabro e un ariete, un toro e un cinghiale da sacrificare.

## Edizioni
- Valerio Massimo Manfredi, Il mio nome è Nessuno - Il ritorno, Oscar Bestsellers, Arnoldo Mondadori Editore, 16 agosto 2016,  p. 336, ISBN 978-88-04670568.